# 12-я кавалерийская дивизия
12-я кавалерийская дивизия — соединение кавалерии РККА, созданное во время Гражданской войны в России 1918—1920 годов. Являлось манёвренным средством в руках фронтового и армейского командования для решения оперативных и тактических задач.

## История формирования
В феврале 1920 года из отдельной кавалерийской бригады Вильмута, 12-й кавалерийской дивизии и кавалерийских полков 2-й и 6-й стрелковых дивизий была сформирована 15-я Сибирская дивизия.

## Командный состав 12-й кавалерийской дивизии
12-я кавалерийская дивизия

### Начальники дивизии
- Николай Флорович Палеолог — с 4 октября 1919 года по 5 декабря 1919 года[2]
- Василий Павлович Глаголев — с 5 декабря 1919 года по 5 сентября 1920 года[2]
- Иван Фёдорович Лунев — с 8 сентября 1920 года по 14 января 1921 года[2]

### Военкомы дивизии
- Бунжук Михаил, врид — с 19 октября 1919 года по 31 октября 1919 года[2]
- Лифшиц — с 1 ноября 1919 года по 12 ноября 1919 года[2]
- Назаров — с 12 ноября 1919 года по 26 ноября 1919 года[2]
- Лапидус М. — с 27 ноября 1919 года по 8 декабря 1919 года[2]
- Бережко Роман Афанасьевич — с 9 декабря 1919 года по 17 июня 1920 года[2]
- Киселёв Иосиф Ефимович — с 17 июня 1920 года по 26 сентября 1920 года[2]
- Коновалов Сергей — с 26 сентября 1920 года по 11 января 1921 года[2]

### Начальники штаба дивизии
- Зорин Евгений Михайлович — с 4 октября 1919 года по 17 ноября 1919 года[2]
- Курдюмов Владимир Николаевич — с 17 ноября 1919 года по 4 апреля 1921 года[2]